# René Sergent (Politiker)
René Edmond Sergent (* 16. Januar 1904 in Paris; † 30. Juni 1984 ebenda) war ein französischer Wirtschaftswissenschaftler, Diplomat und Politiker.

## Biografie
Nach dem Besuch des Lycée Janson de Sailly studierte der Sohn eines Bankiers an der École polytechnique in Palaiseau. Im Anschluss begann er 1929 seine berufliche Laufbahn im Finanzministerium, ehe er zwischen 1937 und 1940 Leitender Mitarbeiter der Finanzdirektion der Nationalen Gesellschaft für Flugzeugkonstruktion war.
1940 kehrte er ins Finanzministerium zurück und war dort bis 1944 Mitarbeiter und zuletzt Direktor  der Abteilung für Außenhandel. 1945 erfolgte seine Ernennung zum Vorsitzenden der Wirtschafts- und Finanzdelegation Frankreichs beim Alliierten Kontrollrat in Berlin. Im Dezember 1947 wurde er dann zum Attaché für Finanzen an der Botschaft im Vereinigten Königreich berufen.
Zwischen April 1952 und 1955 war er erster Stellvertretender NATO-Generalsekretär. Im April 1955 wurde er schließlich als Nachfolger von Robert Marjolin Generalsekretär der OEEC. Dieses Amt übte er bis zu seiner Ablösung durch Thorkil Kristensen am 1. September 1960 aus.